# Trackmasters
Os Trackmasters são uma dupla consagrada de produtores musicais estadunidenses formada por Poke (Jean-Claude Oliver) e Tone (Samuel Barners), conhecida por produzirem diversos hits das décadas de 1990 e 2000. Entre os principais artistas com quem trabalharam estão Nas, 2Pac, R. Kelly, Jay-Z, Destiny's Child, Jennifer Lopez, 50 Cent, Foxy Brown, Puff Daddy, Total, Allure, City High, Mariah Carey, Mary J. Blige, Will Smith, LL Cool J, 3LW, Blaque e Michael Jackson.

## Notáveis produções
- Mary J. Blige - Be Happy
- The Notorious B.I.G. - Juicy
- LL Cool J Ft. Keith Murray - I Shot Ya
- Foxy Brown Ft. Blackstreet - Get Me Home
- Nas Ft. Lauryn Hill - If I Ruled the World (Imagine That)
- Various - Hit 'Em High (The Monstars' Anthem)
- Mariah Carey - The Roof
- Will Smith - Big Willie Style
- Jennifer Lopez Ft. Nas/50 Cent
- 50 Cent - Ghetto Qu'ran (Forgive Me)
- R. Kelly Ft. Jay-Z, Boo & Gotti - Fiesta (Remix)
- Destiny's Child - Independent Women
- Rihanna - If It's Lovin' that You Want
- Jay Z - Jigga that Nigga
- LL Cool J - Loungin (Who Do You Luv Remix) (Trackmasters Remix)